# Levi Strauss & Co.
Levi Strauss & Co. (LS&CO), beter bekend als Levi's, is een Amerikaans kledingbedrijf dat het meest bekend is als de producent van het Levi's-merk van jeansbroeken. Naast Levi's beschikt Levi Strauss & Co. ook over de merken Dockers en Denizen. 

## Activiteiten
De nadruk lag lange tijd op spijkergoed maar het assortiment is gaandeweg uitgebreid. Het maakt nu diverse kledingstukken voor mannen, vrouwen en kinderen. Het maakt nog altijd broeken van spijkergoed, jeans, maar ook jurken, rokken, jassen en schoeisel. In 2021 werd Beyond Yoga overgenomen en sindsdien maakt en verkoopt het ook sportkleding. Van de totale omzet bestaat twee derde uit broeken. Levi en Denizen zijn veruit de belangrijkste merken in het assortiment, het omzetaandeel van Dockers en Beyond Yoga was minder dan 10% van het totaal in 2023.
De producten worden in zo'n 45.000 winkels verkocht in ongeveer 110 landen. Levi heeft ook eigen winkels, per eind november 2023 waren er zo'n 1170 Levi winkels in 37 landen. Levi verkoopt ook via het internet, maar de e-commerce verkopen maken minder dan 10% van het totaal uit.
Vanaf 21 maart 2019 staan de aandelen genoteerd aan de New York Stock Exchange.
Het bedrijf heeft een gebroken boekjaar dat eindigt omstreeks eind november.

## Geschiedenis
Het bedrijf werd in 1853 opgericht door Levi Strauss nadat die uit Buttenheim (Beieren) naar San Francisco (Californië) verhuisd was om daar de westkust-afdeling van de zaak van zijn broer open te houden. Strauss en Jacob Davis ontvingen in 1873 een patent om de eerste gespijkerde werkbroeken voor mannen in denimstof te maken: de eerste blauwe jeansbroeken.
Met uitzondering van een periode als beursgenoteerd bedrijf van 1971 tot 1985 was Levi's tot 2019 steeds in het bezit van de afstammelingen en verwanten van Levi Strauss' vier neven. In 2019 werd het bedrijf opnieuw beursgenoteerd.
Het bedrijf heeft zijn hoofdzetel in San Francisco. Er zijn drie geografische afdelingen: Levi Strauss Americas (LSA), geleid vanuit San Francisco, Levi Strauss Europe, Middle East and Africa (LSEMA), geleid vanuit Brussel (Elsene), en Asia Pacific Division (APD), geleid vanuit Singapore.

## Racisme
In de 19e eeuw trokken de fabrieken van Levi's grote aantallen Chinese arbeiders aan. Toen rond 1870 de Amerikaanse economie in zwaar weer kwam werden Chinese arbeiders beschouwd als de veroorzakers ervan, omdat zij als concurrenten van de witte Amerikanen de schaarse banen bezetten. In 1882 nam het Amerikaanse Congres daarom de Chinese Exclusion Act (Chinese uitsluitingswet) aan, oorspronkelijk bestaand uit een 10-jarig immigratieverbod voor Chinese arbeiders. Deze wet werd pas in 1943 ingetrokken.
Reeds in de aanloop naar 1882 was er een sterke sociale druk om geen Chinese arbeiders aan te nemen. Ook Levi's voerde een anti-Chinees werknemersbeleid, en plaatste een label aan de binnenkant van de jeans met het opschrift the only kind made by white labor (het enige soort dat door blanke arbeiders is gemaakt), in de hoop zo in te spelen op anti-Chinese sentimenten.
Vanaf 1890 veranderde het bedrijf echter van mening, en verzette het zich tegen het racistische beleid van de overheid.